# یواس‌اس لوی (دی‌ئی-۱۶۰)
یواس‌اس لوی (دی‌ئی-۱۶۰) (به انگلیسی: USS Loy (DE-160)) یک کشتی بود که طول آن ۳۰۶ فوت (۹۳ متر) بود. این کشتی در سال ۱۹۴۳ ساخته شد.